# Wieniawa (gmina)
Wieniawa – gmina wiejska w województwie mazowieckim, w powiecie przysuskim. W latach 1975–1998 gmina położona była w województwie radomskim.
Siedziba gminy to Wieniawa.
Według danych z 30 czerwca 2004 gminę zamieszkiwały 5543 osoby. Natomiast według danych z 31 grudnia 2019 roku gminę zamieszkiwało 5276 osób.

## Struktura powierzchni
Według danych z roku 2002 gmina Wieniawa ma obszar 104,03 km², w tym:
- użytki rolne: 79%
- użytki leśne: 12%

Gmina stanowi 12,99% powierzchni powiatu.

## Historia
Gminę zbiorową Wieniawa utworzono 13 stycznia 1867 w związku z reformą administracyjną Królestwa Polskiego. Gmina weszła w skład nowego powiatu radomskiego w guberni radomskiej i liczyła 2663 mieszkańców.

## Demografia

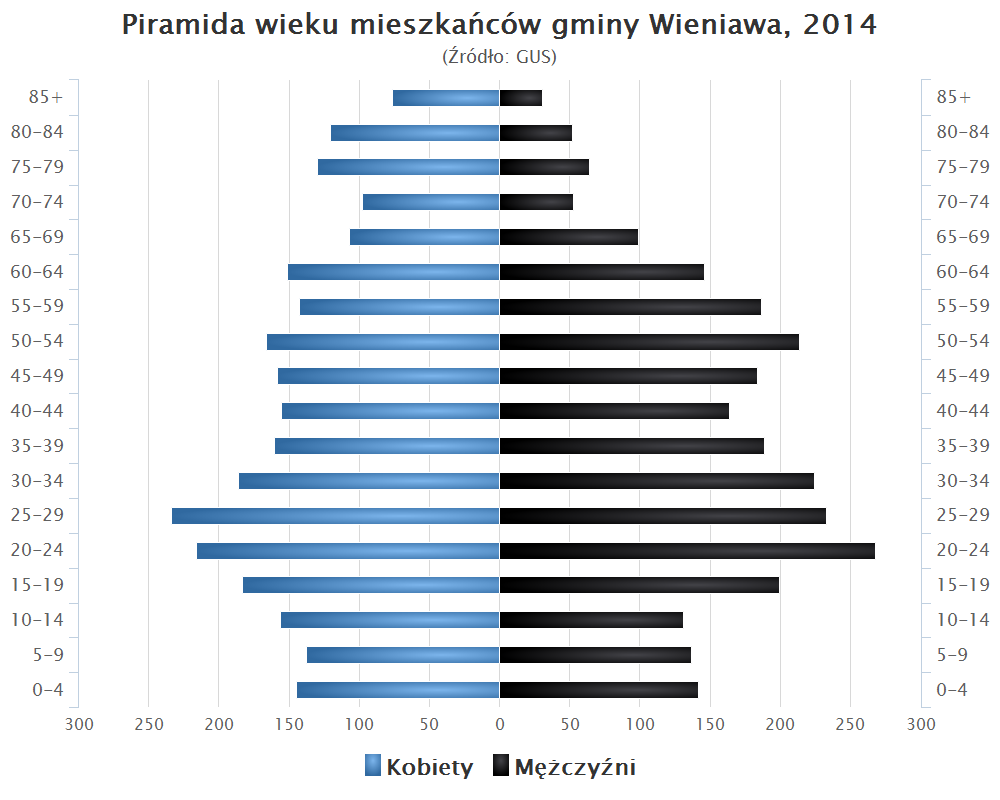
Piramida wieku mieszkańców gminy Wieniawa w 2014 roku

Dane z 30 czerwca 2004:
| Opis                              | Ogółem | Ogółem | Kobiety | Kobiety | Mężczyźni | Mężczyźni |
| --------------------------------- | ------ | ------ | ------- | ------- | --------- | --------- |
| jednostka                         | osób   | %      | osób    | %       | osób      | %         |
| populacja                         | 5543   | 100    | 2803    | 50,6    | 2740      | 49,4      |
| gęstość zaludnienia (mieszk./km²) | 53,3   | 53,3   | 26,9    | 26,9    | 26,3      | 26,3      |

## Sołectwa
Brudnów, Głogów, Jabłonica, Kamień Duży, Kłudno, Kochanów Wieniawski, Komorów, Koryciska, Plec, Pogroszyn, Romualdów, Skrzynno, Sokolniki Mokre, Sokolniki Suche, Ryków, Wieniawa, Wola Brudnowska, Wydrzyn, Zagórze, Zawady, Żuków.
Miejscowością podstawową bez statusu sołectwa jest Kaleń.

## Sąsiednie gminy
Borkowice, Chlewiska, Przysucha, Przytyk, Szydłowiec, Wolanów